# Lan Xang
1353–1707
Entités précédentes :
- Empire khmer

Entités suivantes :
- Royaume de Luang Prabang
- Royaume de Vientiane
- Royaume de Champassak

Le Lan Xang ou Lan Chang ou Royaume du Million d'éléphants (lao : ອານາຈັກ ລ້ານຊ້າງ ; thaï : อาณาจักร ล้านช้าง) est un État associé à l'Empire khmer situé approximativement à l'emplacement de l'actuel Laos et du Nord-Est de l'actuelle Thaïlande, l'Isan.

## Histoire
C'est au XIVe siècle que le prince Fa Ngum, originaire de Xieng Dong-Xieng Thong, entreprend d'unifier le Laos. Chassé très jeune par son père, éduqué par les Khmers à Angkor, il revient en conquérant dans sa ville natale en ayant au passage annexé deux autres provinces, constituant pour la première fois dans l'histoire de la région un territoire laotien uni.
Le nouveau royaume est baptisé Lan Xang Hom Khao, ou littéralement « Le Royaume du Million d'Éléphants et du Parasol Blanc ». La capitale est presque tout naturellement installée à Mueng Sua, et une nouvelle religion est proclamée pour tout le royaume, le bouddhisme Theravada que Fa Ngum rapportait de son passage chez les Khmers. Le roi d'Angkor n'a pas oublié son fils adoptif, entend parler de ses exploits et de sa ferveur envers Bouddha, et lui offre un Bouddha en or (le Pha Bang) qui deviendra le symbole du royaume et son palladium (la chose la plus sacrée, liée à la protection de la ville et du royaume), et donnera son nom à la capitale.
Dès lors, Luang Prabang devient la première cité spirituelle, politique et administrative du royaume laotien. Par la suite, on verra fleurir les temples d'or dans toute la ville qui, à ce jour, en garde un nombre très important. La plupart seront détruits durant les attaques de pillards et reconstruits ou rénovés aux XIXe  ou  XXe siècle. Le nouveau royaume connaît soixante ans de prospérité avant de décliner durant près d'un siècle, vacillant aux mains de souverains trop rapidement remplacés (on ne compte pas moins de dix monarques entre 1415 et 1440, et quatre encore entre 1479 et 1520).
Après la mort de Sulinya Vongsa en 1694, le royaume est démembré. P'aya Muong-Tian, un gendre du roi, s'empare du pouvoir sous le nom de règne de Tian Thala (1694-1696) au détriment des deux petits-fils du monarque défunt qui se réfugient à Luang Prabang. L'usurpateur doit se suicider dès 1696 lorsqu'il est attaqué par Nan Tharat le gouverneur révolté de Nakhone qui usurpe à son tour le trône. En 1700 un neveu du roi Sai Ong Hué  († 1735) avec l'appui de forces du Viêt Nam dont il avait reconnu la suzeraineté, reprend Vientiane et Luang Prabang et tue l'usurpateur. Ses deux cousins s'enfuient à Sip-Song Phan-Na d'où, avec l'appui de leur grand-père maternel, ils reprennent Luang Prabang où l'aîné se fait proclamer roi en 1707 sous le nom de Kingkitsarath (1707-1722). Peu après en 1713 le prince royal Sai Sasamout Phoutong Koun, met à profit l'anarchie et se proclame à son tour roi de Champassak sous le nom  de Nokasad († 1737) finalisant ainsi l'éclatement du Lan Xang en trois royaumes distincts (Vientiane, Luang Prabang et Champassak) gouvernés par trois princes de la même famille.

## Divers
L'avenue Lan Xang est la plus large artère de Vientiane.